# Stefano Zacchiroli
Stefano Zacchiroli, né le 16 mars 1979, est professeur au département Informatique et Réseaux de Télécom Paris, membre du Laboratoire de Traitement et Communication de l’Information. Très actif dans la communauté du logiciel libre, il a été élu au poste de Debian Project Leader une première fois en date du 15 avril 2010, puis le 15 avril 2011 ainsi que le 15 avril 2012. C'est la première fois dans l'histoire du project Debian, qu'un chef de projet est élu trois années consécutives.
Il siège au comité de déontologie de l'association Nos oignons dont l'objet est « de participer au développement du réseau de communications électroniques Tor, cela afin de garantir les libertés d'information, d'expression et de communication. »
Il participe activement, aux côtés de Roberto Di Cosmo, au projet de la grande bibliothèque Software Heritage.

## Biographie
Stefano Zacchiroli effectue toutes ses études jusqu'à l'obtention de son master à Bologne en Italie. C'est en mars 2001 qu'il devient développeur dans le projet Debian. Il passe quelques mois à Paris en qualité de chercheur en visite au laboratoire d'informatique de l'École normale supérieure à Paris puis à l'université Brown, dans la ville de Providence aux États-Unis. C'est lors de l'événement LinuxTag 2004 que Stefano découvre véritablement l'importante vie communautaire du projet Debian dans laquelle il va bientôt s'investir davantage. De retour à Bologne, il passe une thèse et obtient à l'université de Bologne son doctorat en 2007. Il a ensuite effectué son post-doctorat à Paris au laboratoire Preuves, Programmes et Systèmes (PPS) de l'université Paris-Diderot, puis est devenu maître de conférences au même endroit en septembre 2011. Il est aussi impliqué en tant que chercheur dans l'IRILL. En septembre 2021, il a rejoint Télécom Paris en tant que professeur d'Informatique.
Au sein du projet Debian, il est membre de l'équipe d'assurance qualité et co-mainteneur du Packaging Tracking System (PTS). Fortement investi dans le langage OCaml dans Debian, il est responsable des paquets concernant ce langage. Il maintient également lui-même un nombre important de paquets Debian. Stefano se présente une première fois à l'élection du Debian Project Leader en 2009 mais échoue, Steve McIntyre étant réélu pour la seconde fois. En 2010, il se représente et s'impose face à Wouter Verhelst, Charles Plessy et Margarita Manterola. Il a ensuite été réélu en 2011, étant le seul candidat en lice et en 2012, 80 % des électeurs le placent en tête.